# Bazúievo
Bazúievo (en rus: Базуево) és un poble del krai de Perm, a Rússia, que forma part del raion de Gaini. En el cens del 2010 tenia 26 habitants.